# 彭家豆腐
彭家豆腐是一种食品，由南京朋佳貿易實業有限公司经理管理。彭家豆腐宣称在祖傳湖南豆腐及東北老豆腐傳統工藝的基礎上，運用現代科技研製成功的特色豆腐，而所用色素也是天然的，對人體無害。

## 争议
有报道称，彭家豆腐以收取培训费为目的，吸引加盟商售卖难以盈利的彩色豆腐。

## 外部連結
1. ↑  .   [2022-03-19]. （原始内容存档于2018-11-13）.
2. ↑  是致富妙方还是另有玄机 彩色豆腐在赚谁的钱？[永久]